# Tycherus longicarinus
Tycherus longicarinus är en stekelart som beskrevs av Diller 2006. Tycherus longicarinus ingår i släktet Tycherus och familjen brokparasitsteklar. Inga underarter finns listade i Catalogue of Life.